# Daniel Barber
Daniel Barber est un réalisateur britannique né en 1965 à Londres.

## Filmographie
- 2008 : The Tonto Woman  (court métrage)
- 2009 : Harry Brown
- 2014 : Dans le silence de l'Ouest (The Keeping Room)